# خانه عالم
خانه عالِم نوعی فضای اقامتی و عمومی است که در روستاهای ایران ساخته می‌شود. خانه‌های عالم مکان‌هایی هستند که در هر روستا برای استقرار مروجان مذهبی (روحانیون) و مبلغان دینی ساخته می‌شوند. این فضاها علاوه برداشتن امکانات اقامتی برای مبلغان، دارای دفتر کار و محل ملاقات عمومی هم هستند.
سازمان تبلیغات اسلامی نهادی است که ساخت و اداره خانه‌های عالم را بر عهده دارد.

## آمارها
بر اساس اعلام معاون فرهنگی سازمان تبلیغات اسلامی، تعداد خانه‌های عالم کشور تا سال ۱۳۸۹ بالغ بر سه هزار خانه بوده است و هزار خانه عالم نیز در دست ساخت می‌باشد. تعداد کل خانه‌های عالم پیش بینی شده برای سال ۱۴۰۴ در روستاهای کشور ۱۲۶۵۰ باب است.